# Orthodoxie
Pour les articles homonymes, voir Orthodoxie (homonymie).
Cet article concerne le concept en général. Pour les Églises qui contiennent « orthodoxe » dans leur nom, voir Église orthodoxe et Église des trois conciles.

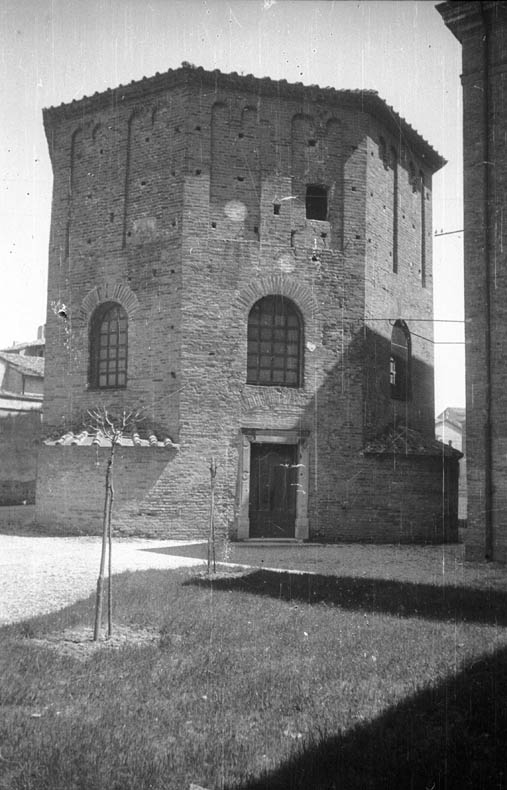
Le baptistère dit « des Orthodoxes », à Ravenne (par opposition au baptistère des Ariens), fut édifié vers 400-450. Photographie de Berit Wallenberg, 1932.

Le terme « orthodoxie » vient du grec ὀρθός / orthós (« droit ») et δόξα / dóxa (« opinion »). Au sens littéral « orthodoxe » signifie « la pensée droite », la définition sous-tend donc le sens « qui pense dans la bonne voie » ; et plus largement : « ce qui est conforme à », « respectueux de la tradition ». L’orthodoxie est une doctrine érigée en « norme de la vérité », et par métonymie ce qui est conforme à cette doctrine. À l'inverse, on entend par hétérodoxie tout ce qui diverge par rapport à cette présumée rectitude, ce qui la transgresse.
C'est dans le domaine religieux, plus particulièrement celui du christianisme, centré sur les concepts de vérité et de succession apostolique, que le mot « orthodoxie » s'est le plus répandu.
À l'origine, la notion chrétienne d'« orthodoxie » désigne l'adhésion à la définition théologique de la Trinité établie par le premier concile de Nicée (325), qui condamne l'arianisme. Il se réfère ensuite au dogme christologique du concile de Chalcédoine (451).

## Religion

### Christianisme
Depuis la séparation des Églises d'Orient et d'Occident en 1054, seule une partie des chrétiens utilise le nom « orthodoxes » : en Occident, ils sont parfois appelés « chrétiens orientaux », doublement à tort, d'une part parce que jusqu'au quatrième concile de Constantinople c'est toute l'Église, y compris occidentale jusqu'en Irlande, qui s'en tenait aux sept premiers conciles, et d'autre part parce que les Églises des deux conciles, celles des trois conciles et celles ralliées à la théologie romaine (reconnaissant 21 conciles) sont aussi des « chrétiens orientaux »,.

La plupart des branches du christianisme se considèrent chacune comme le seul christianisme authentique et comme l'Église en plénitude dite Unam Sanctam,.

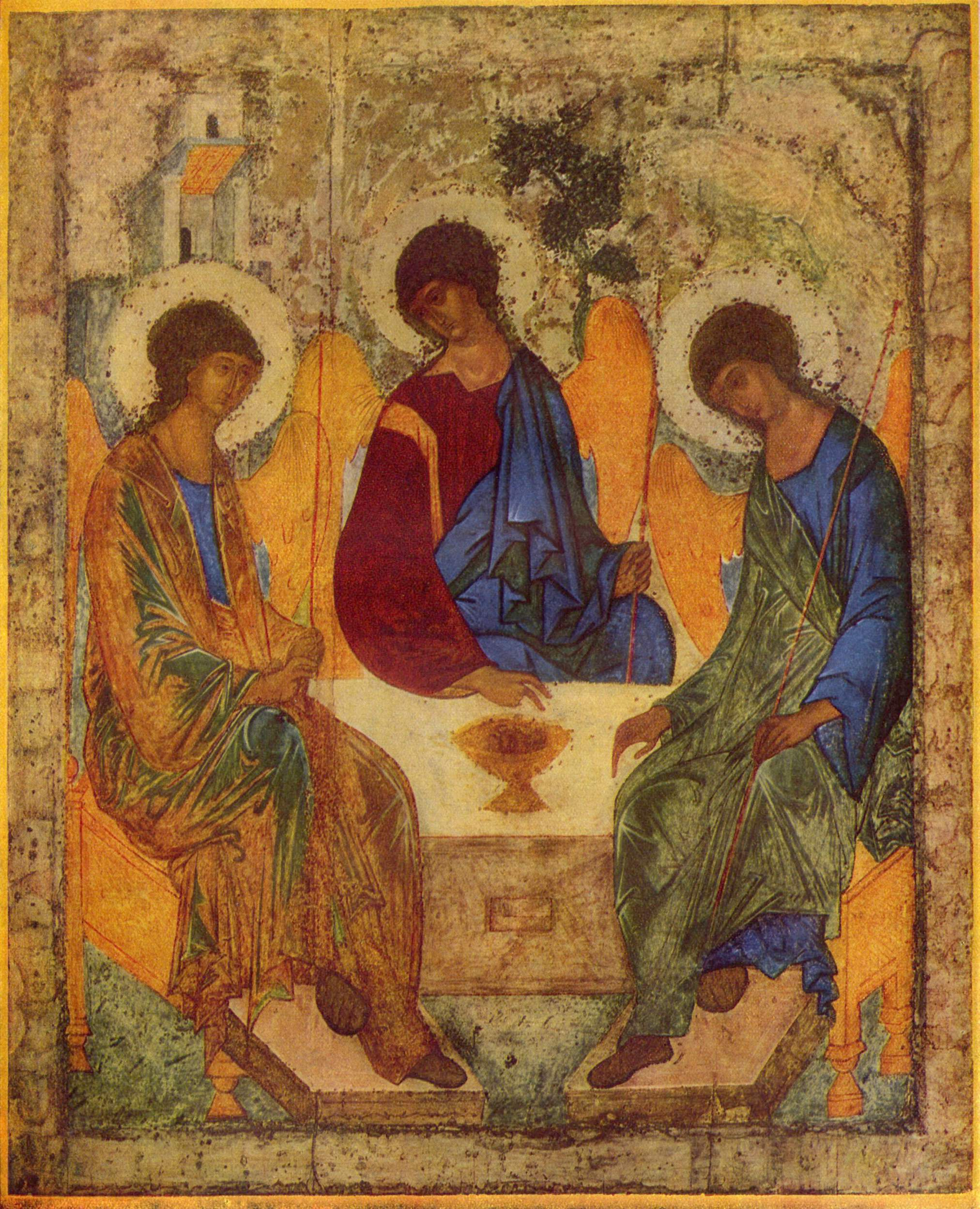
Icône de la Trinité d'Andreï Roublev (c. 1410).

#### Christianisme orthodoxe
L'orthodoxie au sens institutionnel, celui de l'Église orthodoxe, est l'une des trois principales Églises du christianisme. Elle se nomme aussi « Communion orthodoxe » et représente les Églises des sept conciles.
Depuis 1054, quatre des cinq patriarcats de l'Église indivise (alors organisée en pentarchie, non reconnue par l'Église de Rome) - ceux de Constantinople, d'Antioche, d'Alexandrie et de Jérusalem - sont restés à l'orthodoxie des sept premiers conciles ; tandis que les patriarches d'Occident ou « souverains pontifes » ont organisé quatorze autres conciles, qu'ils considèrent aussi comme œcuméniques,.
Ces quatre patriarcats orthodoxes, auxquels d'autres se sont ajoutés depuis, revendiquent la conformité de leurs enseignements avec celui du christianisme originel, des Pères de l'Église indivise et des sept premiers conciles œcuméniques,.
Les Églises des trois conciles dites dans le passé Églises antéchalcédoniennes mais couramment appelées Églises orthodoxes orientales se réclament aussi de « l'orthodoxie » ; leurs membres incluent des coptes, syriaques, éthiopiens et arméniens. Sous l'Empire byzantin leurs membres furent chassés, exclus, anathématisés par les orthodoxes des Églises orthodoxes (chalcédoniennes).

#### Protestantisme
Au cours du XIXe siècle est apparu au sein du protestantisme une scission entre "orthodoxes" et "libéraux". Le courant orthodoxe, qui se confond parfois avec le courant « évangélique », se caractérise par le souci de maintenir dans leur pureté initiale les "justes doctrines" formulées par les réformateurs, particulièrement Luther et Calvin. À l'opposé, les libéraux considèrent que la Réforme n'a été que le début d'une plus vaste démarche de changement et ils souhaitent en particulier se détacher des confessions de foi traditionnelles. Dans plusieurs pays, cette opposition est allée jusqu'à la séparation des Églises entre Églises libres "orthodoxes" et Églises officielles "libérales".

### Judaïsme
Le terme judaïsme orthodoxe recouvre les croyances et pratiques des Juifs fidèles à la loi écrite et à la loi orale, transmises à Moïse au Mont Sinaï, avec les interprétations et nuances halachiques établies au cours des siècles. Les juifs orthodoxes considèrent comme centrale la fidélité à une chaîne de transmission de la halakha depuis l'époque de Moïse jusqu'à aujourd'hui en passant par les rédacteurs du Talmud (Gueonim) et les commentateurs ultérieurs (Tossafistes). Est juif orthodoxe celui qui reconnaît devoir se conduire selon la Halakha (corpus de règles établies par la tradition orale, depuis le Talmud jusqu'à aujourd'hui).
Au sein de l'orthodoxie religieuse juive se sont progressivement distinguées deux branches : les orthodoxes et les ultra-orthodoxes. Les sociologues israéliens font souvent une distinction entre les juifs laïques (peu intéressés par la religion, mais pas forcément anti-religieux), les traditionalistes (pratique religieuse partielle), les orthodoxes (pratique religieuse stricte, mais immersion dans le monde moderne) et les ultra-orthodoxes, ou Haredim, caractérisés par une pratique religieuse stricte, un large refus de la modernité et une volonté de séparatisme social fort : vêtements spécifiques, quartiers spécifiques, institutions religieuses spécifiques.

### Islam
Le sunnisme, le courant religieux majoritaire de l'islam, est parfois apparenté à une vision orthodoxe de l'islam. Par opposition aux chiites et aux kharidjites, on appelle parfois les sunnites « musulmans orthodoxes », bien que l'islam ne comprenne aucun magistère censé définir légitimement une telle norme. Le critère de l'ijmâ', auquel les penseurs sunnites ont parfois recours pour définir leur système, se présente comme une règle idéale que chacun invoque et applique à sa manière. Dans l'islam sunnite, l'orthodoxie est le résultat d'une alliance tumultueuse et de longue durée, sous le règne des Abbassides, entre les gens du savoir religieux, « ceux qui lient et délient », « ahl al hal wal 'aqd », les « gens » du pouvoir politique, et le « peuple des croyants qui suit la sunnah prophétique », « ahl a-sunnah wal jam'a ».

## Usages non religieux
Au sens large, « orthodoxe » peut aujourd'hui être compris comme « normal » (inscrit dans les normes et les convenances), « généralement ou majoritairement admis », objet de considération. Le monde s'étant peu à peu sécularisé à partir de la Renaissance, l'économie joue un rôle majeur dans les sociétés modernes, principalement depuis les théories d'Adam Smith. L'idée qu'il existerait a priori une bonne façon de gouverner contribue alors à généraliser le mot « orthodoxe » dans le champ des sciences économiques.

### Économie
En économie, on désigne sous le qualificatif orthodoxe le courant auquel adhère la majorité des économistes et qui est enseigné dans la plupart des universités. Il regroupe (et oppose l'une à l'autre) essentiellement deux théories :
- La théorie néoclassique, apparue à la fin du XIXe siècle et globalement favorable au néolibéralisme : on y estime que les marchés peuvent s'autoréguler et cette faculté est comparée par Smith à une main invisible ;
- La théorie keynésienne, issue de la pensée de l'économiste Keynes, selon laquelle les marchés doivent être régulés par l'État, lequel assure le rôle autrefois dévolu à la Providence.

Les économistes hétérodoxes estiment quant à eux que les marchés, régulés ou pas, ne peuvent être efficients : la science économique, pour évoluer, doit cesser de s'appuyer sur une mystique déresponsabilisante (« main invisible » ou « État-providence ») et s'ouvrir aux autres sciences sociales.

### Jeu d'échecs
Aux échecs, la défense orthodoxe est une ouverture classique, illustrée notamment lors du Championnat du monde d'échecs 1927 entre Capablanca et Alekhine.

### Christianisme
- Olivier Clément, L'Église orthodoxe, P.U.F., coll. Que sais-je ?, 2002
- Michel Evdokimov, L’Orthodoxie, Mame, 1995
- Jean Meyendorff, L'Église orthodoxe hier et aujourd'hui, Seuil, 1995

### Économie
- Bertrand Jacquillat et Christian de Boissieu (dir.), À quoi servent les économistes ?, P.U.F., 2010
- Collectif, À quoi servent les économistes s'ils disent tous la même chose ?, Les liens qui libèrent, 2015

#### Christianisme
- Calendrier liturgique orthodoxe
- Christianisme orthodoxe
- Église orthodoxe
- Églises des deux conciles, dont Églises orthodoxes par pays
- Églises des trois conciles, dont Églises orthodoxes par pays
- Liste des Églises orthodoxes
- Liste des Églises orthodoxes canoniques autocéphales
- Théologie orthodoxe

#### Judaïsme
- Judaïsme orthodoxe

#### Économie
- Orthodoxie et hétérodoxie en économie

- « Orthodoxes », « hétérodoxes »… la guerre des chapelles entre économistes, Le Monde de l'économie, 13 mai 2015
- Économistes : la guerre entre orthodoxes et hétérodoxes est déclarée, Arrêt sur images, 2009-2015